# Otello Stefanini
Otello Stefanini (Roma, 14 settembre 1968 – Bologna, 4 gennaio 1991) è stato un carabiniere, vittima della strage della banda della Uno bianca.

## Biografia
Nato a Roma nel 1968, figlio di Adolfo - autista dell'azienda di trasporti urbani di Roma- e di Annamaria. Frequentò l'Istituto Tecnico Industriale Heinrich Hertz di Cinecittà. Alla fine del quarto anno decise di abbandonare la scuola e partì per il servizio militare arruolandosi nei carabinieri come carabiniere ausiliario.
La sera del 4 gennaio 1991 rimase vittima dell'assalto passato alla cronaca giudiziaria come la "strage della banda della Uno bianca", avvenuto nel quartiere bolognese Pilastro, in cui morirono anche i colleghi Mauro Mitilini e Andrea Moneta – tutti insigniti della Medaglia d'Oro al Valor Civile.

## Riconoscimenti
Alla sua memoria è stata intitolata, il 22 giugno 2005, la Caserma sede del Comando Stazione Carabinieri di Bazzano (in provincia di Bologna). A Roma sono state poste due targhe: una sull'edificio in cui ha vissuto a Roma, in via Furio Camillo, l'altra all'interno dello storico deposito dei tram vicino Porta Maggiore, in onore del padre Adolfo, tranviere. Sempre a Roma è intitolata una via nella zona Cinecittà est, adiacente alla stazione Anagnina della metropolitana.